# Jelena Pavlovna Romanova orosz nagyhercegnő
Jelena Pavlovna orosz nagyhercegnő (oroszul: великая княжна Елена Павловна Романова, németül: Helena Pawlowna Romanowa; Szentpétervár, 1784. december 24. – Ludwigslust, 1803. szeptember 24.) a Holstein–Gottorp–Romanov-házból származó orosz nagyhercegnő, I. Pál orosz cár és Marija Fjodorovna cárné második legidősebb leánya, Frigyes Lajos trónörökössel kötött házassága révén mecklenburg-schwerini hercegné.

## Élete

### Származása és gyermekkora
Jelena Pavlovna nagyhercegnő 1784-ben született I. Pál cár és Zsófia Dorottya württembergi hercegnő negyedik gyermekeként, illetve második leányaként a tíz gyermek közül. Születésekor apai nagyanyja, II. Katalin cárnő ült az orosz trónon, akinek kívánsága az volt, hogy az újszülöttet trójai Helené után nevezzék el.
Jelena Pavlovnának kilenc testvére volt; az idősebbek nevelését maga a cárnő vette kézbe, elszakítva őket édesanyjuktól. Jelena Pavlovnát és legkedvesebb nővérét, Alekszandra Pavlovnát magántanárok oktatták otthon. A kor leányai számára a tananyag irodalomból, zenéből, rajzolásból, festészetből és hímzésből állt; noha Jelena nagyhercegnő tanult filozófiát és több nyelvet is, mely nagy kiváltságnak számított.

### Házassága és gyermekei

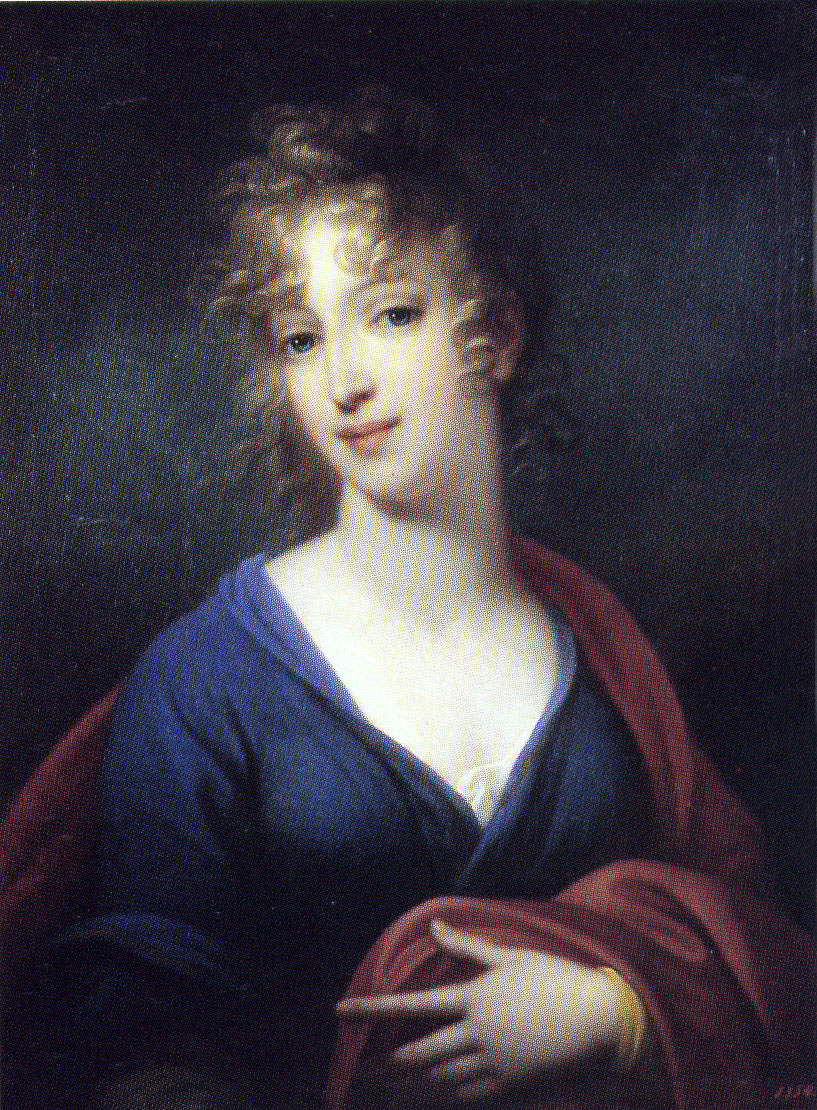
Ilona trónörökös hercegné (1802; Josef Grassi)

Az 1790-es évek végén Jelena Pavlovnát eljegyezték Frigyes Lajos mecklenburg–schwerini trónörökös herceggel, I. Frigyes Ferenc mecklenburg–schwerini nagyherceg és Lujza szász–gothai hercegnő fiával. Körülbelül a nagyhercegnő eljegyzésével egy időben ígérték oda Alekszandra Pavlovna kezét Habsburg–Lotaringiai József Antal osztrák főhercegnek, magyar és cseh királyi hercegnek, aki Magyarországon „József nádorként” vált ismertté.
Jelena nagyhercegnő 1799. október 23-án Gatcsinában feleségül ment Frigyes Lajos herceghez. Az oroszországi esküvő a cári család hagyományai közé tartozott, akárcsak az, hogy a férjes nagyhercegnők nem hagyhatták el ortodox vallásukat. Frigyes Lajosnak és Jelena Pavlovnának két gyermeke született:
- Pál Frigyes herceg (1800–1842), Mecklenburg–Schwerin nagyhercege
- Mária Lujza hercegnő (1803–1862), házassága révén Szász–Altenburg uralkodó hercegnéje.

Az esküvői ünnepségek után a házaspár Schwerinbe költözött. Jelena Pavlovnának be kellett illeszkednie egy, az addigi életétől teljesen eltérő környezetbe. Férjével való harmonukis kapcsolatából 1800-ban született meg első gyermeke, akit nagyapjai után a Pál Frigyes névre kereszteltek. A következő év igen nehéz volt a trónörökös hercegné számára: március 16-án elvesztette szeretett nővérét, Alekszandra Pavlovnát, három nappal később pedig az édesapja lett merénylet áldozata. 1802-ben Jelena nagyhercegnő újból áldott állapotba került; második gyermekét 1803. március 31-én hozta világra. A kislány a Mária nevet kapta anyai nagyanyja, Marija Fjodorovna anyacárné után.

### Halála és emlékezete
1803 szeptemberében Jelena Pavlovna súlyos beteg lett. A kórból nem tudott felgyógyulni, szeptember 24-én távozott el az élők sorából. Ludwigslustban temették el nagyszabású ünnepség keretében, az ő emlékére elnevezett Helena Paulowna Mauzóleumban. Később ez a mauzóleum vált a Mecklenburg–Schwerini-ház temetkezési helyévé.
Férje, Frigyes Lajos herceg 1810-ben újra megnősült, de 1816-ra már megint özvegy volt. A trónörökös 1818-ban egy hesseni hercegnőt vett el, azonban Frigyes Lajos egy év múltán elhalálozott. Soha nem lett belőle nagyherceg, mivel édesapja túlélte őt. Mecklenburg–Schwerin trónját 1837-ben Jelena Pavlovna egyetlen fia, Pál Frigyes foglalta el.